# 日本の音楽雑誌
日本の音楽雑誌（にほん/にっぽんのおんがくざっし）では、日本で出版される音楽雑誌について記述する。

## 歴史

### 戦前

#### 音楽雑誌の登場
1880年代にピアノ、オルガン、バイオリンの国産品が登場した。1890年、音楽雑誌社は国内初の音楽雑誌である『音楽雑誌』を創刊した。
1901年に『音楽之友』(後の『音楽』)、1904年に『音楽新報』が創刊され、1908年、この二誌が合併されて『音楽界』となった。
また楽器店の音楽雑誌も登場した。1907年、十字屋田中商店楽器部 (後のJEUGIA) は『音楽世界』を、1910年、東京音楽学校学友会および共益商社楽器店は『音楽』を、1912年、松本楽器店 (後の山野楽器) は『月刊楽譜』を創刊した。

#### 大正デモクラシーと童話童謡雑誌の登場
大正デモクラシーの潮流を受けて大正自由教育運動が起こる中、1918年、童話童謡雑誌「赤い鳥」が創刊され、翌1919年、童話童謡雑誌「金の船」 (のちの「金の星」)が創刊された。

#### レコード雑誌の登場
1910年に国産蓄音機のニッポノホンが登場して普及し、戦前は「音楽と蓄音器」、「ザ・グラモヒル」(後の「ディスク」)、「名曲」（後の「レコード音楽」)、「レコード」など様々なレコード雑誌が発行されていた。

### 戦中
戦中の1941年、音楽雑誌の統制により同種の雑誌が合併されることとなり、新たに一般音楽誌として「音楽之友」(「月刊楽譜」「音楽世界」「音楽倶楽部」が合併)、ポピュラー音楽誌として「國民の音楽」(「アコーディオンハーモニカ研究」「歌の花籠」「ハーモニカの友」が合併)、レコード誌として「レコード文化」(「レコード音楽」「ディスク」「レコード」が合併)、吹奏楽誌として「吹奏楽」(「吹奏楽月報」「バンドの友」が合併)、音楽評論誌として「音楽公論」(「音楽新潮」と「音楽評論」が合併)、機関紙として「音楽文化新聞」(旧「音楽商報」) が創刊された。
1943年に更なる合併が行われ、「音楽文化」(後の「音楽芸術」)と「音楽知識」(後の「音楽之友」)の二紙が創刊された。

### ジャズの流行
戦後国内ではジャズ喫茶が復興し、海外ではモダン・ジャズが確立されていく。そんななか、1946年に新興音楽出版社はミュージック・ライフを、1947年にスイングジャーナル社はスイングジャーナルを創刊した。

### 電気楽器の普及
撥弦楽器においては1965年にサーフロックのザ・ベンチャーズが来日してエレクトリック・ギターが流行し (エレキブーム)、その後、電気楽器中心の音楽グループ (グループ・サウンズ) が増えていった。1968年、楽器・音楽情報誌のYoung Mates Music (後のPlayer) が創刊された。
鍵盤楽器においてはヤマハが1959年より電子オルガンのエレクトーンを発売し、家庭への普及を目指していった。ヤマハ音楽教室では1963年以降エレクトーンを使うようになり、1970年よりジュニア科を開設し、1971年に雑誌「月刊エレクトーン」を創刊した。

### 深夜放送ブームと海外のロックミュージック及び日本のフォークソングの躍進
1950年〜1960年代、テレビの普及と共にラジオ離れが進み、1964年、AMラジオ放送局のニッポン放送はテレビ放送への対抗として時間帯毎にターゲット層を変えるオーディエンス・セグメンテーションを導入した。これにより、ニッポン放送は1967年10月から深夜に若者向けバラエティ番組のオールナイトニッポンを始めた。一方、AMラジオ放送局のABCラジオはその前年より深夜音楽番組のABCヤングリクエストを開始し、同じくAMラジオ放送局のTBSラジオもオールナイトニッポンの数ヶ月前より深夜音楽番組のパックインミュージックを開始し、これらにより深夜放送ブームが始まった。
オールナイトニッポン、パックインミュージックは当時の若者向けとして、歌謡曲やジャズではなく海外のロックミュージックや日本のフォークソングを流しており、音楽雑誌もそれらを取り上げていた。1968年、新興音楽出版社はフォーク雑誌「YOUNG GUITAR」を、1969年、表現技術出版はフォーク雑誌「guts」を、1970年、集英社は「ヤングセンス」、自由国民社は「深夜放送ファン」を、1972年、講談社は雑誌「ヤングフォーク」を創刊した。
1972年、渋谷陽一は既存の音楽雑誌がアーティストをミーハー的に扱ってることに不満を持ち、新たなロック雑誌の「rockin'on」を創刊した。ローリング・ストーンズの初来日公演予定 (中止) だった1973年にはローリングストーンジャパンが米国のロック雑誌ローリング・ストーンの日本版を創刊した。

### FM放送の登場とFM情報誌
音質の良いラジオ放送としてFM放送が普及し、FM放送は音楽にとって重要なものとなっていった。1960年代、民間のFM放送局としてFM東海があったものの電波が弱く受信エリアは狭いものとなっていた。一方、NHK-FM放送は受信エリアが広いものの、クラシック音楽や民族音楽が中心の構成となっていた。
1970年にFM東海の後継としてFM東京が開局し受信エリアが拡がると、FM情報誌も増えていった。

### ニュー・ロックの登場とブルースブーム
1960年代後半に商業主義ではないニュー・ロックが登場し、1969年に「ニューロックとリズム&ブルースの専門マガジン」を標榜するニューミュージック・マガジン (現ミュージック・マガジン) が創刊された。
その後、1970年代にブルースブームが起こった (ブルース#日本のブルース・シーン)。ブルースはニューミュージック・マガジンでも特集していたが、そこに寄稿していた日暮泰文が1973年にブルース専門雑誌の「ザ・ブルース」 (後のブラック・ミュージック・リヴュー)を創刊した。
1977年にプログレッシブ・ロック雑誌の「FOOL'S MATE」が登場した。

### テクノブーム
1970年代後半、イエロー・マジック・オーケストラ (YMO)を中心とするテクノが流行し、キーボードやコンピュータに注目が集まった。1978年、リットーミュージックが設立され、リットーミュージックは1979年にキーボード・マガジン及びキーボードランドを、1981年にサウンド&レコーディング･マガジンを創刊した。
他社も参入し、KEYBOARD BOOK/KEYPLE (自由国民社・1983年-)、キーボードスペシャル (立東社・1984年-)、Techii (音楽之友社・1986年-) などの雑誌が登場した。

### ミュージックビデオと邦バンド
1981年、米国においてミュージックビデオチャンネル「MTV」が登場し、MTVは「(ミュージック)ビデオがラジオスターを殺した」(ラジオ・スターの悲劇) という曲を流し続けた。また、日本でもテレビ放送において洋楽のミュージックビデオが取り上げられるようになった。1981年、テレビ朝日系列の地上波でベストヒットUSAが開始され、1984年、朝日放送テレビで米国の音楽番組「MTV」の放送が行われた (MTVジャパン#MTV JAPAN開始以前)。
1985年、EPIC・ソニー所属の佐野元春を皮切りに邦ロックバンドにおいてもMVが作られるようになり、EPIC・ソニーは日本のメジャー系ロックバンドを盛り上げていった。一方、同年NHKは、テレビにおいて日本のインディーズ系バンドを取り上げるドキュメンタリー番組「TV-TV インディーズの襲来」を放映し、日本のインディーズバンドにも注目が集まった。これらにより洋楽に代わって邦バンドが盛り上がるようになっていった (第二次バンドブーム)。1988年、CBS・ソニー出版は雑誌「WHAT's IN?」を創刊した。また、プレイヤー向け雑誌としては同年に宝島社が「BANDやろうぜ」を創刊し、1989年にシンコーミュージックが「GiGS」を創刊した。

### 映像カラオケの登場とカラオケ演歌雑誌
1980年代初期に映像カラオケが登場してカラオケの裾野が広がった。この頃、月刊カラオケファン (1982年-)、演歌ジャーナル (1983年-、協楽社)、月刊演歌ジャーナル (1986年-、コロムビア音楽出版) などのカラオケ・演歌雑誌が登場した。

### 洋楽における流行の変化
1981年、rockin'onの渋谷陽一はヘヴィメタルの流行を批判して、同誌ではヘヴィメタルを取り上げなくなっていった。一方、1984年、シンコーミュージックはミュージック・ライフの別冊としてヘヴィメタル専門誌のBURRN!を創刊した。
1987年、rockin'onはシンコーミュージックのミュージック・ライフを追い抜き、1988年、シンコーミュージックはrockin'onへの対抗としてクロスビートを創刊した。

### アイドル路線とシリアス路線
チェッカーズやC-C-Bなどのアイドルバンドが台頭し、1984年、CBS・ソニー出版はアイドルバンドにフィーチャーした雑誌「PATi PATi」を創刊した。またCBSソニーは爆風スランプ、米米CLUB、聖飢魔IIなどの色物バンドを囲い込み (ソニー三大色物バンド)、PATi PATiはそれらのバンドも取り上げていった。1985年、シンコーミュージックはB-PASSを創刊した。
また、これらバンドなどを取り上げる男性アイドル誌の「POTATO」(学研、1984年-) や「DUeT」(集英社、1986年-) も創刊された。
この色物バンドブームの中、佐野元春などの前世代の邦ロックバンドをシリアスに取り上げる雑誌が無いと感じた渋谷陽一は、1986年に邦ロックをシリアスに取り上げる「ROCKIN'ON JAPAN」を創刊した。
1980年代、宝島社は雑誌「宝島」で若者音楽を取り上げるようになり、1988年、宝島の増刊としてインディーズや青春パンクを中心に取り上げるストリートロックファイルを創刊した。同年、ビクター音楽産業は邦ロック雑誌のROCK'N'ROLL NEWSMAKER (後のR&R NEWSMAKER)を創刊した。

### 歌謡曲と女性アイドルと女性シンガーソングライター
歌謡曲は長らく流行っていたものの専門誌が存在しておらず、そのことに不満を持った梶本学は1979年に『よい子の歌謡曲』を創刊した。
1980年代に松田聖子を始めとする女性アイドルが盛り上がり、学研の雑誌「BOMB!」が女性アイドルの特集を始めてアイドル雑誌と化し、その対抗として集英社の「DUNK」などのアイドル雑誌が登場した。
1980年代後半におニャン子クラブが解散してアイドル冬の時代を迎えると、1992年、ソニー・マガジンズは女性シンガーソングライターに着目して雑誌「GiRLPOP」を創刊した。

### 音楽CDの普及とCD雑誌の登場
1982年に音楽CD (コンパクトディスク) のプレイヤーが発売され、その後、音楽CDは急速に普及していった。1985年、音楽出版社は雑誌「CDジャーナル」を創刊し、1986年、角川書店は雑誌「CDでーた」 (後の「CD&DLでーた」) を創刊した。

### ユーロビートブーム
ディスコにおけるユーロビートブームの中、ダンス・ミュージックの輸入のためにエイベックス・ディーディー (後のavex) が設立され、法人登記前の1987年よりavexはフリーペーパーの音楽情報誌であるbeatfreakを創刊した。その後、avexは輸入だけでなくダンス・ミュージックの自社制作を行い始めた。

### ジャニーズブーム
1987年に光GENJIが登場し、続いて1991年にSMAPがメジャーデビューしてマルチタレント路線を取り、ジャニーズブームが訪れた。1988年、ワニブックスはアイドル雑誌の「Wink Up」を創刊した。またPOTATOやDUeTなどの男性アイドル誌でもジャニーズ関連の記事が増えていった。

### ビジュアル系の登場
1986年、X JAPAN (当時はX) はビジュアル系のレコード会社「エクスタシーレコード」を設立し、1988年よりエクスタシー・サミットを開き始めた。1990年、音楽専科社はX JAPANに類似するアーティストを集めて雑誌「SHOXX」を創刊した。
他社も参入し、「FOOL'S MATE」がビジュアル系の音楽雑誌へと転換したほか、1993年にシンコーミュージックは雑誌「Vicious」を、1995年にソニー・マガジンズは雑誌「uv」を創刊した。

### 童謡ブーム
1983年、NHKが「こどもの日・うたのフェスティバル」において「こどものうたコンクール」を行い、創作童謡が盛り上がっていった。また、1985年頃からは中高年層を中心とした大人の間での「童謡ブーム」が起こった。そんななか、1985年に日本童謡協会は機関紙「どうよう」を創刊した。

### タイアップ路線の台頭とプロデューサーの時代
1990年、レコード会社のビーイングはアニメ「ちびまる子ちゃん」のタイアップ曲「おどるポンポコリン」でデビューしたB.B.クィーンズが大ヒットし、その後も番組タイアップ路線を進めてビーイングブームを起こした。
1993年、林原めぐみや奥井雅美の所属するキングレコードの老舗アニソンレーベル「スターチャイルド」は広報誌「STARCHILDでございますぅ」を創刊した。1994年、ビーイング子会社のエムアールエムはフリーペーパーのMusic Freak Magazine (後のmusic freak Es) を創刊した。
また1990年代からは「プロデューサーの時代」になり、小林武史、小室哲哉、伊秩弘将、つんく♂などの音楽プロデューサーが台頭した。音楽プロデュースを行うテレビ番組が登場し、小室哲哉とつんく♂はテレビ東京のリアリティ番組「ASAYAN」でプロデュースを行った。
1992年、フジテレビはジャーナル (定期刊行物) を冠する音楽情報番組『MJ -MUSIC JOURNAL-』を始めた。また、1995年、フジテレビは小室哲哉の冠番組『TK MUSIC CLAMP』を「音楽の話しかしない番組」として始め、その番組で小室哲哉は他の有名アーティストとの音楽対談を行っていった。
そんな中、ロック雑誌のROCKIN'ON JAPANは売れず、ROCKIN'ON JAPANの編集者であった市川哲史はシンコーミュージックに引き抜かれて1993年に「音楽と人」を創刊した。その後、ROCKIN'ON JAPANは渋谷系を中心に取り上げるようになり、その後も独自路線を取ってROCKIN'ON JAPANの取り上げるアーティストは「ロキノン系」と呼ばれるようになった。

### クラブミュージック
1989年、クラブのはしりとなる芝浦GOLDが登場した。また、1991年5月にはジュリアナ東京が営業を開始し、ジュリアナ東京ではテクノ音楽がメインとなっていった (ジュリアナ東京#選曲の傾向)。
1991年3月、アウトバーンはクラブ雑誌「REMIX」を、1994年、エクストラはクラブ音楽誌「Loud」を、1995年、エレ・メンツはテクノ音楽誌「ele-king」を、1997年、リットーミュージックはクラブ雑誌「GROOVE」を創刊した。

### ダイジェストCD付き
1997年、リクルートは雑誌「ザッピィ」を創刊（後にメディアファクトリーに移籍）。付録として、数十曲もの新曲の一部分をダイジェストで収録した音楽CDが付いていた。編集部によると「中高生がいち早く聞いて、買うCDを決める」という。

### 着メロ
1996年より携帯電話に編集可能な着信メロディ (着メロ) 機能が搭載され始め、1999年、着メロ本を出していた双葉社は着メロ専門の月刊誌である「着メロマガジン」を創刊した。

### アニソン雑誌の登場
1990年代末、フジテレビにおいて「アニメソングトップ40スペシャル」、「決定版!アニメソング超ベストヒット100」「史上最強ベストヒットアニメ紅白歌合戦'98」「快進撃TVうたえモン」などのアニメ・ドラマ・特撮ソングの歌番組が登場して、アニメソングに注目が集まっていった。
2001年、ドワンゴは着メロ配信サイトの16メロミックス (後のいろメロミックス) を開始し、2003年、そのアニメソング部分をアニメロミックスとして独立させ、2005年にアニソンイベントの「Animelo Summer Live」を開始し、年々アニソンを盛り上げていった。2006年、エムジーツーはフリーペーパー「アニカン」の派生誌として「アニカンR MUSIC」を創刊し、2007年、洋泉社はアニソン専門誌「アニソンマガジン」を創刊し、2010年、エムオン・エンタテインメントはリスアニ!を創刊した。

### 音楽Webメディアの登場と雑誌不況
1990年代になってインターネットが普及し、インターネット上では表面的な音楽情報が溢れていった。
2000年、主婦と生活社はアーティスト自身による公式WebSite及び所属レーベルSiteからの配信が今後の主流になって行くものと見越し、別冊JUNONから業界初の全アーティストプロダクション公認WebSiteMook「POP MUSIC Artist 公式ホームページINDEX」を創刊。巻頭には音楽配信の先駆となるYOSHIKI（X JAPAN）と石井竜也（米米CLUB）の独占ロングインタビューを掲載。10大クラッシュサイト特集では宇多田ヒカル、GLAY、安室奈美恵、LUNA SEA、浜崎あゆみ、L'Arc〜en〜Ciel、鈴木あみ、サザンオールスターズ、モーニング娘。、ＴＫ（小室哲哉）をフィーチャー。サイトGALLERYではEvery Little Thing、B'z、松任谷由実、吉田拓郎、Misia、坂本龍一、椎名林檎、ZARDなどが名を連ねた。
ソフトバンクグループは雑誌「YOUNG GUITAR」の編集長を引き抜き、TBSらと共に米LAUNCH.comの日本版サイトとして音楽メディアサイトの「ロンチ・ジャパン」 (後のBARKS) を立ち上げた。
2001年、タワーレコードはフリーマガジン「bounce」のWeb版を開始した。2004年、オリコンはコーポレートサイトをWebメディア化し、「ORICON STYLE」としてリニューアルした。その後もナタリー (後の音楽ナタリー、2007年-) 、リアルサウンド (2013年-)、M-ON! MUSIC (2015年-) などの音楽Webメディアが登場した。

## 現行

### ポップス・ロック
邦楽・洋楽
- ミュージック・マガジン←ニューミュージック・マガジン (ミュージックマガジン)（月刊）

邦楽
- ROCKIN'ON JAPAN (ロッキング・オン)（月刊）
- B-PASS (シンコー・ミュージック・エンタテイメント)（月刊）
- 音楽と人 (音楽と人)（月刊）
- MUSIQ? SPECIAL -OUT of MUSIC- (シンコー・ミュージック・エンタテイメント)（増刊）
- MUSICA (FACT)(月刊)
- Talking Rock! (月刊)
- MASSIVE (シンコー・ミュージック・エンタテイメント)
- Rolling Stone Japan (CCCミュージックラボ←パワートゥザピープル←インターナショナル・ラグジュアリー・メディア←ローリングストーンジャパン)（季刊）
- CDジャーナル (音楽出版社)（季刊←月刊）

洋楽 (国内誌)
- INROCK (イン・ロック)（月刊）
- rockin'on (ロッキング・オン)（月刊）
- レコード・コレクターズ (ミュージックマガジン)（月刊）
- ユーロ･ロック･プレス (マーキー・インコーポレイティド)（季刊）

### ハードロック・ヘヴィメタル
- We ROCK (編集ジャックアップ/発行サウンド・デザイナー)（隔月刊）[注 1]
- BURRN! (シンコー・ミュージック・エンタテイメント)（月刊）[注 2]
  - METALLION (シンコー・ミュージック・エンタテイメント)（不定期刊）
  - BURRN JAPAN (シンコー・ミュージック・エンタテイメント)（不定期刊）
- ヘドバン (シンコー・ミュージック・エンタテイメント)（年4回、ムック形式）
- METAL HAMMER JAPAN (リットー。ミュージック)（年4回）

### パンクロック
- Bollocks (シンコー・ミュージック・エンタテイメント)（隔月刊）

### ビジュアル系
- ROCK AND READ (シンコー・ミュージック・エンタテイメント)（隔月刊、ムック形式）[63]

### クラシック
- 音楽の友 (音楽之友社)（月刊）
- MOSTLY CLASSIC (産經新聞社)（月刊）
- 音楽現代 (芸術現代社)（月刊）
- 月刊ショパン←CHOPIN (ハンナ)（月刊）
- ムジカノーヴァ←MUSICA NOVA (音楽之友社)（月刊）
- Band Journal (音楽之友社)（月刊）
- 現代ギター (現代ギター社)（月刊）
- サラサーテ (酣燈社)（季刊）

### ジャズ
- jazz Life (三栄書房←立東社)（月刊）
- ジャズ批評 (ジャズ批評社)（隔月刊）
- JAZZ JAPAN (ジャズジャパン)（月刊）

### クラブ・ヒップホップ・ダンス・DJ
- ele-king (Pヴァイン)(季刊）

### ブルース・ソウルミュージック
- BLUES & SOUL RECORDS (トゥーヴァージンズ[64]←スペースシャワーネットワーク)

### AOR
- AOR AGE (シンコー・ミュージック・エンタテイメント)（季刊、ムック形式）

### 演歌・昭和歌謡
- 月刊カラオケファン (ミューズ)（月刊）
- 歌の手帖 (歌の手帖社←マガジンランド)（月刊）

### アニメソング
- リスアニ! (エムオン・エンタテインメント)（季刊）
- Ani-PASS (シンコー・ミュージック・エンタテイメント)（不定期刊、ムック形式）

### 邦楽（伝統音楽）
- 邦楽ジャーナル (邦楽ジャーナル)（月刊）

### 楽器演奏・楽曲制作
- ギター・マガジン (リットーミュージック)（月刊）
- リズム&ドラム・マガジン (リットーミュージック)（季刊←月刊[65]）
- ベース・マガジン (リットーミュージック)（季刊←月刊[65]）
- キーボード・マガジン (リットーミュージック)（不定期刊←季刊[65]）
- サウンド&レコーディング・マガジン (リットーミュージック)（月刊）
- アコースティック・ギター・マガジン (リットーミュージック)（季刊）
- ウクレレ・マガジン (リットーミュージック)（年1回）
- YOUNG GUITAR (シンコー・ミュージック・エンタテイメント)（月刊）
- 月刊Piano (ヤマハミュージックメディア)
- 月刊エレクトーン (ヤマハミュージックメディア)
- THE SAX (アルソ出版)（隔月刊）
- サックス・ワールド (シンコー・ミュージック・エンタテイメント)（季刊）
- The Clarinet (アルソ出版)（年4回）
- THE FLUTE (アルソ出版)（隔月刊）
  - THE FLUTE Style←THE FLUTE SPECIAL (アルソ出版)
- Ocarina (アルソ出版)（年2回）
- Acoustic Guitar Book (シンコー・ミュージック・エンタテイメント)（不定期刊、ムック形式）
- THE EFFECTOR BOOK (シンコー・ミュージック・エンタテイメント)（季刊、ムック形式）

### 音楽教育
- 教育音楽 (音楽之友社)（季刊）

## 休刊・廃刊したもの
2000年代からCDの売り上げが低迷し、音楽業界全体が不況に見舞われたこと、雑誌そのものがインターネットの普及に押されたこともあり、数々の音楽雑誌が休刊（実質的には廃刊であるものが多い）となった。

### ポップス・ロック（邦楽・洋楽）（休刊・廃刊）
- ロック・ジェット (シンコー・ミュージック・エンタテイメント)（不定期刊、ムック形式）

### ポップス・ロック（邦楽中心）（休刊・廃刊）
- CD&DLでーた(角川書店)（月刊）
- オリ★スタ(オリコン・エンタテインメント)（週刊）
- bridge(ロッキング・オン)（年4回）
- 別冊ゲッカヨ←ゲッカヨ←月刊歌謡曲(ゲッカヨ編集室←シンコー・ミュージック・エンタテイメント←ブティック社)[66]
- POPBEAT(主婦と生活社)（月刊）
- POP MUSIC Artist 公式ホームページINDEX(主婦と生活社)（年刊）
- Gb←GB←ギターブック(ソニー・マガジンズ)（月刊）
- WI?←WHAT's IN?(エムオン・エンタテインメント←ソニー・マガジンズ←CBS・ソニー出版)（月刊）
  - PATi PATi(エムオン・エンタテインメント←ソニー・マガジンズ←CBS・ソニー出版)（月刊）
  - GiRLPOP(エムオン・エンタテインメント←ソニー･マガジンズ)（月刊）
- ARENA37℃(音楽専科社)（月刊）
  - ARENA37℃ SPECIAL(音楽専科社)（増刊）
- ザッピィ(メディアファクトリー←リクルート)（月刊）
  - ガールズザッピィ（増刊）
- R&R NEWSMAKER(ぴあ)（月刊）
- snoozer（リトルモア）（隔月刊）
- ミュージック・ステディ(ステディ出版)
- 月刊カドカワ(角川書店)
- GiGS(シンコー・ミュージック・エンタテイメント)（季刊←月刊）[67]
- Player (プレイヤー・コーポレーション)（季刊←月刊）[68]
  - Player SPECIAL（季刊）

### ポップス・ロック（洋楽中心）（休刊・廃刊）
- ストレンジ・デイズ（月刊）
- ミュージック・ライフ(シンコーミュージック・エンタテイメント)（月刊）
- CROSSBEAT(シンコー・ミュージック・エンタテイメント)（月刊）
- COOKIE SCENE(ブルース・インター・アクションズ)（月刊）
- Grindhouse Magazine (月刊)
- BUZZ(ロッキング・オン)
- 大人のロック!(日経BP)（季刊）

### ヴィジュアル系（休刊・廃刊）
- SHOXX(音楽専科社)（月刊）
- Vicious(シンコー・ミュージック・エンタテイメント)（月刊）
- uv(ソニー・マガジンズ)（月刊）
- FOOL'S MATE(フールズメイト)（月刊）
- Neo genesis(ソフトバンククリエイティブ)（月刊）
- Cure(エイジアハウス)（月刊）

### メタル・パンク・インディーズ系（休刊・廃刊）
- インディーズ・マガジン(リットーミュージック)（月刊）
- DOLL MAGAZINE(DOLL)（月刊）
- ストリートロックファイル(宝島社)
- インディペンデント・ジャーナル(ピナコテカレコード)

### クラシック（休刊・廃刊）
- 音楽芸術（音楽之友社）（月刊）
- Guitar dream（ホマドリーム）（隔月刊）
- アントレ（アントレ編集部）（隔月刊）
- 月刊音楽の世界（日本音楽舞踊会議）
- ステレオ芸術（ラジオ技術社）
- PIPERS（杉原書店）（月刊）
- レコード芸術（音楽之友社）[69]（月刊）

### 声楽・オペラ（休刊・廃刊）
- ハンナ(ハンナ)（隔月刊）[70]

### ジャズ（休刊・廃刊）
- スイングジャーナル(スイングジャーナル社)（月刊）[71]
- ADLIB(スイングジャーナル社)（月刊）[71]

### ラテン音楽（休刊・廃刊）
- LATINA←中南米音楽[72] (ラティーナ←中南米音楽社)（月刊）

### フォーク（休刊・廃刊）
- guts(表現技術出版)
- ヤングフォーク(講談社)

### テクノポップ・ニューウェイヴ（休刊・廃刊）
- Techii(音楽之友社)（月刊）

### クラブ・ヒップホップ・ダンス・DJ（休刊・廃刊）
- GROOVE(リットーミュージック)（季刊）
- DANCE STYLE(リットーミュージック)（月刊）
- remix(文芸社)（月刊）
- LOUD(エクストラ)（月刊）

### ヒップホップ・黒人音楽（休刊・廃刊）
- ブラック・ミュージック・リヴュー (bmr)(ブルース・インターアクションズ)（月刊）
- blast←FRONT(シンコー・ミュージック・エンタテイメント)（月刊）
- Wax Poetics Japan（隔月刊）

### ハワイアン（休刊・廃刊）
- 月刊Hawaiian Newsジャーナル←月刊ハワイアン・ウェイブ(ハワイアン・ジャーナル社)

### 演歌・昭和歌謡（休刊・廃刊）
- カラオケONGAKU(ブティック社)（月刊）
- よい子の歌謡曲(ファッシネイション)
- 季刊リメンバー(SFC音楽出版)
- 月刊ミュージックスター←月刊エンジャル←月刊演歌ジャーナル (エクシング・ミュージックエンタテイメント←エアーズ←ユーズミュージック←コロムビア音楽出版)（月刊）[73]

### 童謡（休刊・廃刊）
- 赤い鳥(赤い鳥社)（月刊）
- 金の星←金の船(金の星社)
- どうよう←詩と童謡←日本童謡(日本童謡協会)[36]

### アニメソング（休刊・廃刊）
- アニソンマガジン(洋泉社)

### ボーカロイドソング（休刊・廃刊）
- Gekkayoボーカロイドfan(ゲッカヨ・エンタテインメント)（不定期刊、ムック形式）

### 邦楽（伝統音楽）（休刊・廃刊）
- 邦楽の友(邦楽の友社)（月刊）

### K-POP
- 月刊グルトギ(シーアンドエス)

### 楽器演奏・楽曲制作（休刊・廃刊）
- DTM MAGAZINE(寺島情報企画)（月刊）
- Go!Go! GUITAR(ヤマハミュージックメディア)（月刊）
- 弦楽ファン(ヤマハミュージックメディア)（季刊）
- ピアノスタイル(リットーミュージック)（隔月刊）
- サックス&ブラス・マガジン(リットーミュージック)（月刊）
- 楽器族。ブラストライブ(三栄書房)（季刊）
- パーカッション・マガジン(リットーミュージック)（不定期/年1～2回）
- 楽譜DTP(アルソ出版)
- Wind-i(アルソ出版)
- BANDやろうぜ(宝島社)（月刊）
- PC music(ソフトバンク)
- トランソニック(全音楽譜出版社)（季刊）
- GiGS Presents ヒキガタリズム (シンコー・ミュージック・エンタテイメント)（不定期刊、ムック形式）
- SOUND DESIGNER（月刊）[74]

### 音楽チャート誌
- コンフィデンス(oricon ME←オリコン・エンタテインメント)

### 音楽学
- 音楽芸術（音楽之友社）（月刊）
- エクスムジカ（ミュージックスケイプ）（季刊）